# A975 road
Die A975 road ist eine A-Straße in Schottland. Sie beginnt nördlich von Balmedie in Aberdeenshire und führt entlang der Nordseeküste bis südlich von Longhaven.

## Verlauf
Am Südende geht die A975 rund sechs Kilometer nördlich von Balmedie von der A90 (Edinburgh–Fraserburgh) ab. Während die A90 küstenferner in nordöstlicher Richtung verläuft, bindet die A975 die küstennahen Ortschaften an das Straßennetz an. Nach rund vier Kilometern erreicht sie die Ortschaft Newburgh und quert dort zunächst den Foveran Burn und dann den Ythan. Zwei Kilometer dem Nordufer des Ythan folgend, verläuft die Straße in nordöstlicher Richtung und erreicht schließlich Cruden Bay, wo sie auf der denkmalgeschützten Bridge over Water of Cruden das Water of Cruden quert. Rund einen Kilometer nordwestlich der Streusiedlung Bullers of Buchan und 500 südlich von Longhaven mündet die A975 wieder in die A90 ein.